# Sumatra (Montana)
Sumatra é uma pequena cidade fantasma localizada no condado de Rosebud, estado de Montana, Estados Unidos. Fica situada em redor da U.S. Route 12. 

## História
A cidade foi uma estação da linha férrea Montana Railroad (uma antecessora da Chicago, Milwaukee, St. Paul and Pacific Railroad)  entre Miles City e Harlowton. Os comboios exigiram uma locomotiva "empurradora" que os levasse ao cimo da colina em Sumatra. A cidade teve o nome original de Summit. e ninguém sabe explicar a origem do nome atual. Antes da chegada do comboio, Sumatra ficava no caminho entre Fort Musselshell e Fort Custer. Há alguns anos um incêndio destruiu a maioria da cidade e nunca foi reconstruída, tendo a maioria da população abandonado a povoação. Na atualidade, apenas uma igreja branca e uns velhos edifícios se mantêm em pé. Apesar de estar quase deserta, possui um posto de correios para servir as povoações vizinhas e respetivos rancheiros.